# سوناتا لأشباح القدس
سوناتا لأشباح القدس هي رواية للكاتب الجزائري واسيني الأعرج، نُشرت لأول مرة في عام 2007. تُعتبر الرواية واحدة من أبرز أعمال الأعرج، حيث تجمع بين السرد الروائي والشاعرية، وتتناول قضايا إنسانية وسياسية مرتبطة بالقضية الفلسطينية، مما أكسبها شهرة واسعة في الأوساط الأدبية العربية والدولية.

## ملخص الرواية
تدور الرواية حول قصة إيزابيل ألبيرتيني، فنانة تشكيلية فلسطينية الأب، فرنسية الأم تعيش في باريس، تسعى لاكتشاف جذورها وهويتها الضائعة. تسترجع الرواية حياة والدها الذي هُجِّر من القدس خلال النكبة عام 1948. الرواية تنقل القارئ بين أزمنة وأماكن مختلفة، من القدس إلى باريس ونيويورك، حيث تواجه البطلة ذكريات عائلتها المؤلمة التي ترتبط بمأساة الشعب الفلسطيني.
من خلال شخصية إيزابيل، تُبرز الرواية صراع الهوية الذي يعيشه الفلسطينيون في الشتات، وتسعى لتقديم رؤية إنسانية لفقدان الوطن وما يرافقه من ألم الذاكرة والحنين.

## المواضيع الرئيسية
1. النكبة الفلسطينية: تُبرز الرواية معاناة الفلسطينيين الذين شُرِّدوا من وطنهم.
2. الهوية والانتماء: تصور الرواية صراع الشخصيات في التوفيق بين ثقافات متعددة.
3. الفن كوسيلة للتعبير والمقاومة: تظهر الرواية كيف يمكن للفن أن يكون وسيلة للتعامل مع الألم والضياع.
4. الذاكرة الجماعية والفردية: تسلط الضوء على تأثير الأحداث التاريخية على حياة الأفراد.[2][3]